# Stoyan Nenchev
Stoyan Nenchev –en búlgaro, Стоян Ненчев– es un deportista búlgaro que compitió en lucha libre. Ganó una medalla de plata en el Campeonato Mundial de Lucha de 1990 y una medalla de bronce en el Campeonato Europeo de Lucha de 1989.

## Palmarés internacional
| Campeonato Mundial | Campeonato Mundial | Campeonato Mundial | Campeonato Mundial |
| Año                | Lugar              | Medalla            | Categoría          |
| ------------------ | ------------------ | ------------------ | ------------------ |
| 1990               | Tokio (Japón)      | Medalla de plata   | 100 kg             |
| Campeonato Europeo |                    |                    |                    |
| Año                | Lugar              | Medalla            | Categoría          |
| 1989               | Ankara (Turquía)   | Medalla de bronce  | 100 kg             |